# Districtul Kgalagadi
Districtul Kgalagadi este o unitate administrativă de gradul I  a Botswanei. Reședința sa este localitatea Tshabong.